# Сентрейлія (Канзас)
Сентрейлія (англ. Centralia) — місто (англ. city) в США, в окрузі Немага штату Канзас. Населення — 485 осіб (2020).

## Історія
Місто було засноване 1859 року в одній милі на північ від свого нинішнього місця розташування. Коли через цю територію 1867 року пройшла залізниця, місто перемістилося на своє нинішнє місце.

## Географія
Сентрейлія розташована за координатами 39°43′28″ пн. ш. 96°7′51″ зх. д. / 39.72444° пн. ш. 96.13083° зх. д. (39.724413, -96.130955).  За даними Бюро перепису населення США в 2010 році місто мало площу 1,22 км², з яких 1,22 км² — суходіл та 0,00 км² — водойми.

### Клімат
Клімат характеризується теплим та навіть спекотним літом, з частими посухами, і холодною, іноді дуже холодною зимою. Відноситься до територій з помірно континентальним кліматом.
| Клімат : Сентрейлія   | Клімат : Сентрейлія | Клімат : Сентрейлія | Клімат : Сентрейлія | Клімат : Сентрейлія | Клімат : Сентрейлія | Клімат : Сентрейлія | Клімат : Сентрейлія | Клімат : Сентрейлія | Клімат : Сентрейлія | Клімат : Сентрейлія | Клімат : Сентрейлія | Клімат : Сентрейлія | Клімат : Сентрейлія |
| Показник              | Січ.                | Лют.                | Бер.                | Квіт.               | Трав.               | Черв.               | Лип.                | Серп.               | Вер.                | Жовт.               | Лист.               | Груд.               | Рік                 |
| Середній максимум, °C | 2,8                 | 6,1                 | 12,2                | 18,9                | 23,9                | 29,4                | 32,2                | 31,7                | 27,2                | 20,6                | 11,7                | 4,4                 | 18,3                |
| Середній мінімум, °C  | −8,9                | −6,7                | −1,1                | 5,0                 | 10,6                | 16,1                | 18,9                | 17,8                | 13,3                | 6,7                 | −0,6                | −6,7                | 5,6                 |
| Норма опадів, мм      | 23                  | 28                  | 51                  | 74                  | 112                 | 130                 | 102                 | 102                 | 99                  | 64                  | 43                  | 25                  | 851                 |
| --------------------- | ------------------- | ------------------- | ------------------- | ------------------- | ------------------- | ------------------- | ------------------- | ------------------- | ------------------- | ------------------- | ------------------- | ------------------- | ------------------- |
| Джерело: Weatherbase  |                     |                     |                     |                     |                     |                     |                     |                     |                     |                     |                     |                     |                     |

## Населення
Згідно з переписом 2010 року, у місті мешкало 512 осіб у 201 домогосподарстві у складі 123 родин. Густота населення становила 421 особа/км².  Було 238 помешкань (195/км²).
Расовий склад населення:
| - 94,5 % — білих - 1,2 % — чорних або афроамериканців - 0,8 % — корінних американців - 0,8 % — азіатів |

До двох чи більше рас належало 2,1 %. Частка іспаномовних становила 2,5 % від усіх жителів.
За віковим діапазоном населення розподілялося таким чином: 25,0 % — особи молодші 18 років, 53,9 % — особи у віці 18—64 років, 21,1 % — особи у віці 65 років та старші. Медіана віку мешканця становила 40,1 року. На 100 осіб жіночої статі у місті припадало 102,4 чоловіків;  на 100 жінок у віці від 18 років та старших — 101,0 чоловіків також старших 18 років.
Середній дохід на одне домашнє господарство  становив 51 614 долари США (медіана — 33 125), а середній дохід на одну сім'ю — 62 374 долари (медіана — 48 750). За межею бідності перебувало 12,8 % осіб, у тому числі 14,0 % дітей у віці до 18 років та 14,8 % осіб у віці 65 років та старших.
Цивільне працевлаштоване населення становило 217 осіб. Основні галузі зайнятості: освіта, охорона здоров'я та соціальна допомога — 35,5 %, виробництво — 12,9 %, роздрібна торгівля — 10,6 %.